# 玫斑阿科斯喉盤魚
玫斑阿科斯喉盤魚（學名：Arcos rhodospilus）為輻鰭魚綱喉盤魚目喉盤魚科的其中一種，分布於中東太平洋區，從哥斯大黎加至厄瓜多海域，深度0至11公尺，本魚體蝌蚪形，身體扁平，頭寬而平，前鼻孔有寬闊的分支瓣，下巴有肉質葉，上唇寬，前面比側面寬得多，上頜有一排圓形門牙，後有一片小而不規則的牙齒，無犬齒，下頜前面有4-6對門牙，胸鰭基部有一明顯的肉墊，背鰭條6-7枚、臀鰭鰭條5-7枚、胸鰭鰭條20-22條，體長可達5公分，屬底棲性魚類，棲息於淺海岩石區，屬雜食性，以浮游動物、藻類、小型底棲無脊椎動物等為食。